# Scrupocellaria muricata
Scrupocellaria muricata är en mossdjursart som först beskrevs av Jean Vincent Félix Lamouroux 1816.  Scrupocellaria muricata ingår i släktet Scrupocellaria och familjen Candidae. Inga underarter finns listade i Catalogue of Life.